# Railroad Tycoon
Railroad Tycoon je serija videoiger, ki simulira gradnjo železnic oz. upravljanje železniškega podjetja. Razvil jo je Sid Meier. Igro izdaja MicroProse.

## Zgodovina serije

### Railroad Tycoon
Prvi del serije, Railroad Tycoon je bil izdan leta 1990. Tu igralec ustvari lastno železniško podjetje, katerega mora upravljati tako, da ne zaide v bankrot. Igralec gradi železnice in postaje, povezuje mesta, kupuje lokomotive, ipd. 

### Railroad Tycoon Deluxe
Drugi del, enak prvemu, le s končnico Deluxe, je ponujal dodatne lokomotive, območja in ostale dodatke ter razširitve za prvotni Railroad Tycoon. Vseeno je obravnan kot samostojni del serije.

### Railroad Tycoon II
Tretji del je za razliko od prvih dveh že ponujal 3D pogled. V tem delu so bile igralcu na voljo tudi naloge, kreacija lastnega ozemlja ter večigralski način (multiplayer prek spleta z resničnimi nasprotniki) Bistvo igre, gradnja železnic in kupovanje lokomotiv pa sta ostala enaka.

### Railroad Tycoon 3
Četrti del je ponujal veliko boljšo grafiko od predhodnikov, igralcu je ponujal nove naloge, območja in lokomotive. Način igranja je isti.

### Sid Meier's Railroads!
Peti del se malo bolj razlikuje od prejšnjih, grafika je še boljša, igra pa ponuja popolnoma nove tipe lokomotiv, železnic, nalog, območij. V tem delu se je tudi poenostavila težavnost igre, bila je namenjena tudi popolnim začetnikom.

## Seznam delov v seriji
- Railroad Tycoon (1990)
- Railroad Tycoon Deluxe (1993)
- Railroad Tycoon II (1998)
  - Railroad Tycoon II: Platinum
- Railroad Tycoon 3 (2003)
- Sid Meier's Railroads! (2006)